# Lista de bandeiras mauritanas
A seguir está uma lista de bandeiras relacionadas com a Mauritânia.

## Bandeiras nacionais
| Bandeira | Data          | Uso                    | Descrição |
| -------- | ------------- | ---------------------- | --- |
|          | 1959-2017     | Bandeira da Mauritânia | Um campo verde; carregado com um crescente dourado apontando para cima e uma estrela.                                  |
|          | 2017-Presente | Bandeira da Mauritânia | Duas listras vermelhas ladeando um campo verde; carregadas com um crescente dourado apontando para cima e uma estrela. |

## Bandeiras do governo
| Bandeira | Data          | Uso                   | Descrição |
| -------- | ------------- | --------------------- | --- |
|          | 2017-Presente | Bandeira do governo   | Duas listras vermelhas ladeando um campo verde; carregadas com um crescente dourado apontando para cima e uma estrela, uma borda dourada e o nome árabe do país escrito em dourado nas listras vermelhas. |
|          | 2017-Presente | Bandeira presidencial | Bandeira branca com o selo no centro. |

## Bandeira do Grupo Étnico
| Bandeira | Data                   | Uso                   | Descrição |
| -------- | ---------------------- | --------------------- | --------- |
|          | Desconhecido -Presente | Bandeira dos berberes | [ 10 ]    |

## Bandeiras históricas

### Império do Mali
| Bandeira | Data      | Uso                         | Descrição                                |
| -------- | --------- | --------------------------- | ---------------------------------------- |
|          | 1325-1464 | Bandeira do Império do Mali | Um campo dourado com uma borda vermelha. |

### Sob o domínio francês
| Bandeira | Data                | Usar | Descrição                                                                                      |
| -------- | ------------------- | --- | ---------------------------------------------------------------------------------------------- |
|          | 1678-1685 1724-1728 | Bandeira do Reino da França | Um campo branco com várias flores-de-lis e o brasão real no centro.                            |
|          | 1855-1959           | Bandeira do Segundo Império Francês, da Terceira República Francesa, do Governo Provisório da República Francesa e da Quarta República Francesa | Um tricolor vertical de azul, branco e vermelho (proporções 3:2).                              |
|          | 1940-1942           | Bandeira da França de Vichy | Uma bandeira tricolor vertical de azul, branco e vermelho com o machado e 7 estrelas douradas. |
|          | 1942-1944           | Bandeira da França Livre | Uma bandeira tricolor vertical de azul, branco e vermelho com a Cruz de Lorena.                |